# Bandera de Vinyols i els Arcs
La bandera oficial de Vinyols i els Arcs (Baix Camp) té la següent descripció:
Bandera apaïsada, de proporcions dos d'alt per tres de llarg, tricolor horitzontal groga, porpra i blanca.
Va ser aprovada el 16 de desembre de 2002, i publicada en el DOGC el 24 de gener de 2003 amb el número 3807.